# Villanueva de Gumiel
Villanueva de Gumiel és un municipi de la província de Burgos a la comunitat autònoma de Castella i Lleó. Forma part de la comarca de Ribera del Duero.

## Demografia
| 1991 | 1996 | 2001 | 2004 |
| ---- | ---- | ---- | ---- |
| 324  | 313  | 305  | 288  |